# Окланд
Окланд (енгл. Auckland; на маорском Tāmaki-makau-rau) је град на Сјеверном острву Новог Зеланда и представља најнасељенију урбану средину у држави, са 1.467.800 становника према процјени из јуна 2019. Град представља конурбацију неколико мањих општина: Централни град, Вајкатере, Манукау и Северни град који заједно чине Окланд, којим управља Савјет Окланда. Град лежи у региону Окланд, између залива Хаураки и Пацифика на истоку и обухвата насељена мјеста и острва у заливу, што чини укупну популацију од 1.642.800 становника. Окланд је разнолик, мултикултуралан и космополитски град и има највећу популацију полинежана на свијету. На маорском назив за Окланд је маор. Tāmaki Makaurau, што значи „Тамаки желе многи“, у смислу пожељности његових природних ресурса и географије.
Окланд заузима подручје од Хаураки залива на истоку, а затим се шири до планинског ланца Хунуа на југоистоку, луке Манукау на југозападу и планинског ланца Вајтакар и мањих ланаца за западу и сјеверозападу. Брда која га окружују су богата кишним шумама, а пејзаж је испрекидан са 53 успавана вулканска конуса. Централни дио урбаног подручја заузимају уски земљоузи између луке Манукау на Тасманском мору и луке Вајтемат на Тихом океану. Окланд је један од неколико градова на свијету који има луке на оба главна водена тијела — мору и океану.
Земљоуз на којем се налази Окланд први пут је насељен око 1350. године и био је цијењен због богате и плодне земље. Популација Маора у области је процијењена на око 20.000 прије доласка Европљана. Након што је Британска колонија успоставила власт над Новим Зеландом 1840, Вилијам Хобсон, британски гувернер Новог Зеланда, изабрао је Окланд за главни град. Назвао га је по Џорџу Едену, грофу од Окланда, управнику британске ратне морнарице. Сукоби између Маора и Европљана око земље, довели су до рата средином 19. вијека. Године 1865, Велингтон је постао главни град Новог Зеланда, умјесто Окланда, али је прилив становништва усљед миграција остао велики и Окланд је остао најнасељенији град у држави. Данас, Централни пословни округ Окланда, који такође називају и центром града, је средиште економије Новог Зеланда.
Универзитет Окланда је основан 1883. године и највећи је универзитет на Новом Зеланду. Разнолике културне институције, као што су Меморијални ратни музеј Окланда, Музеј саобраћаја и технологије и Галерија умјетности, као и националне историјске локације, фестивали, умјетнички наступи а спортске активности су важне туристичке атракције. Архитектонски рељефи укључују мост Харбоур, градску скупштину и Небески торањ — телекомуникациони и опсерваторијски торањ. Аеродром Окланд мјесечно има око милион иностраних путника. Без обзира на то што је један од најскупљих градова на свијету, Окланд је проглашен као један од најпогоднијих градова за живот, нашавши се на трећем мјесту 2019, у годишњем прегледу квалитета живота у укупно 231 граду на свијету, који спроводи Мерсер. На првом и другом мјесту нашли су се Беч и Цирих.

## Историја

### Период прије Европљана
Маори су населили земљоуз Окланд око 1350, називајући га маор. Tāmaki или маор. Tāmaki Makaurau, што значи „Тамаки желе многи“, у смислу пожељности његових природних ресурса и географије. Уски земљоуз је била стратегијска локација, са двије луке које обезбјеђују приступ мору и са западних и источних обала. Посједује плодно тло, које олакшава хортикултуру, док двије луке обезбјеђују много морске хране. Маори су изградили утврђена села у низу —pā на вулканским врховима.
Племе Ngāi Tai, потомци народа Тајнуи (Tainui), настанили су се у граду Мараетај. Остали потомци народа Тајнуи, били су припадници племена Te Kawerau ā Maki, који су живјели испод шумског прекривача у планинском ланцу Вајтакар и контролисали су дио сјеверно до луке Кајпара, преко ријеке Махуранги до Такапуне. Племе Ngāti Te Ata било је настањено јужно од луке Манукау. У предјелу заједно са обалом од Вангапарое до ушћа Тамс, било је настањено племе Ngāti Pāoa. Доминантна сила на земљоузу Тамака била је заједница племена Te Wai-o-Hua, под влашћу племена Te Hua-o-Kaiwaka.
У периоду између 1600 и 1750, племена Тамакена настанила су вулканске конусе, градећи утврђено село pā. Широм земљоуза, развили су. 2.000 хектара земље за узгој батата. На врхунцу просперитета, популација на земљоузу је износила неколико десетина хиљада. То је била најнасељенија област Новог Зеланда прије доласка Европљана. Ипак, од раног 18. вијека, народи Ngāti Pāoa су почели да се селе у залив Хаураки и сјеверно у Махуранги. Између 1740 и 1750, племе Ngāti Whātua-o-Kaipara доселило се са југа, упали су на земљоуз и убили сталног поглавицу племена Wai-o-Hua, Kiwi Tаmaki. Након тога су узели њихово последње насеље у четврти Мангере. Племе Ngāti Ngā Oho, потомци племена Wai-o-Hua. Услиједио је период мира, у којем је дошло до сукоба између племена Ngāti Pāoa's и Ngāpuhi на сјеверу, због чега су племена Тамаке била рањивија на напад.

### Долазак Европљана
Племена Ngāti Whātua и Tainui била су најбројнија племена када су Европљани стигли у нови Зеланд, а укупна популација Маура у Окланду до доласка Европљана процијењена је на око 20.000. Појава ватреног оружја на крају 18. вијека, пореметила је равнотежу моћи и довела је до ратова мушкетама почетком 1807. године, што је довело до масовних селидби породицеiwi, која није имала много новог оружја. Племе Ngāpuhi и њихови савезници, добијали су размјеном мушкете од Европљана. Упркос томе што су имали мање мушкета, племе Ngāti Whātua је побиједило племе Ngāpuhi, у бици Моремонијума, у којој је убијено 150 људи, (1807 или,1808).
Āpihai Te Kawau (око 1790–1869), вођа клана Ngāti Taou, из племена Ngāti Whātua, био је добар пријатељ са Самуелом Марсденом. У периоду од десет мјесеци, током 1821–1822, играо је значајну улогу у експедицији од 1.600 km. Серија сукоба је планула у централном и јужном дијелу Сјеверног Острва.
Такође, 1821, ратни вођа племена Ngāpuhi —Хонди Хика, стекао је неколико стотина мушкета у Сиднеју, што је промијенило баланс моћи међу породицом iwi. У септембру 1821, Хонги Хика је предводио експедицију која је напала и узела два села племена Ngāti Pāoa, на територији Маунаина и Мокоја, на територији данашњег Панмура. Хонги Хика је наставио са нападима на територији данашњег Тамса и у Ваикуту. Експедиција Кавауа је прекинута након што су нападнути од стране племена Ngāti Whātua, које се ујединило са племеном Таранаки и побиједили су Матакикије, припаднике снага Хонгија Хике. Године 1825, Хика је побиједио племе Ngāti Whātu, у бици познатој под називом zhnne Ika a Ranganui, близу Каиваке, и преживјеле су отјерали у Волкат.
Европљани су такође са собом донијели нове болести, као што су богиње и туберкулоза, које су имале велику стопу смртности Маорима, што је довело до тога да Окланд буде виртуелно празна тампон зона између породице iwi, чија је процијењена популација била између 500 и1840.
Како су се ратови мушкетама ближили крају, вршен је велики притисак на Британију да интервенише и угуши безакоње, посебно од стране мисионара како би заштитили Мауре. Капетан Вилијам Хобсон послат је у Нови Зеланд од стране владе Велике Британије, како би убиједио Мауре уступе  њихов суверенитет Британској круни. Као реакција на потезе компаније Новог Зеланда, која је креирала план да купи велики дио земље и направи колонију на Новом Зеланду, 15. јуна 1839. године, Летерс Патентом проширена је територија Новог Јужног Велса, који је заузео цијели Нови Зеланд. Гувернер Новог Јужног Велса, Џорџ Гипс, постављен је за гувернера Новог Зеланда, што је представљало прву јасну назнаку Британаца да хоће да анексирају Нови Зеланд, а Џејмс Кук је тврдио да Нови Зеланд припада Британцима јер су га открили. На дан 6. фебруара 1840. године, Хобсон и око 40 поглавица Маора, међу којима и поглавица племена Ngāti Whātua, потписали су међународни уговор Вајтанга, у Вајтангу о куповини острва. Хобсон је копије уговора носио широм острва, како би га потписале и остале поглавице, али велики број њих је или одбио или није ни понуђен да потпише. Уговор је потписало укупно више од 500 Маора.
Племе Ngāti Whātua је тражило британску заштиту од племена Ngāpuhi, као и узајаман однос са Круном и Црквом. Недуго након потписивања уговора, племе Te Kawau понудило је Хобсону, гувернеру Новог Зеланда, земљу у луци Харбоур за нови главни град, који је Хобсон именовао по Џорџу Едену, грофу Окланда, који је тада био гувернер Индије. Окланд је формиран 18. септембра 1840, а званично је постао главни град Новог Зеланда 1841. године.
Како је популација Маура опадала скоро цијели вијек, тако је опадала и количина земље коју је у свом посједу држало племе Ngāti Whātua. За 20 година, изгубили су 40% своје земље, од чега су један дио изгубили преко конфисковања од стране Владе. У периоду када им је популација била најмања, племе Ngāti Whātua држало је у свом посједу само неколико хектара земље у региону Оракеј, што је названо „последње упориште“. До краја 1840-их, Маори су били мањина у. региону Окланд. Упркос страху током Новозеландских ратова, Маори су остали културна и политичка сила након окупације Бастиона и Маури су културно оживјели крајем 20. вијека.

### Формирање града
Недуго након потписивања међународног уговора, гувернер Новог Зеланда, Вилијам Хобсон морао је да изабере главни град колоније. У то доба, већина европских досељеника била је смјештена на Јужном Острву, али је Хобсон знао мало о њему и није му одговарала географска локација. Након препоруке мисионара Хенрија Вилијамса и подршке генерала Фелтона Метјуа, Хобсон је изабрао јужну страну Валтемате за будући главни град, док је привремено смјестио администрацију у Окијату. Поглавица племена Ngāti Whātua — Te Kawau понудио му је земљу у луци Харбоур за нови главни град, што је Хобсон прихватио и капетан Вилијам Симондс купио је земљу од 12 km², у вриједности од 341 фунту и именовао га по Џорџу Едену, грофу Окланда. Окланд је званично проглашен за главни град 1841, а селидба администрације завршена је 1842.
Хобсонова барка, „Ана Вотсон“, упловила је у луку Окланд 15. септембра 1840, три дана прије него што је упловио брод Компаније Новог Зеланда, „Платина“. На броду је било 130 колониста и монтажна резиденција гувернера, слична оној изграђеној за Наполеона Бонапарту на острву Света Јелена током његовог прогона. У граду су доминирали досељеници из Новог Јужног Велса. Међу првим досељеницима било је католика и 1841. године, отворили су школу за дјечаке, што је била прва школа у Окланду било које врсте. Црква Светог Павла изграђена је 1841. године и служила је као англиканска катедрала преко 40 година. Срушена је 1885. године, али је нова изграђена како би је замијенила у Улици Симондс.
Први мигрантски бродови који су пловили из Британије, почели су да пристижу од 1842. У почетку, источни дио остао је резервисан за владине званичнике, док су остали, „незванични досељеници“, били смјештени на западном дијелу. Оваква социјална разлика постоји и данас у Окланду, јер се у источном дијелу углавном налазе богатији становници.
Крајем 1840-их, досељеници су направили руралне заједнице у Тамакију, Епсому и Ремуери, гдје је одређено да борави особље и студенти Теолошког факултета Свети Џон, изграђеног 1843. године. Прва католичка црква отворена је 1843, а касније је постала Катедрала Светог Патрика. Џорџ Греј је био увјерен да главни град неће бити нападнути, као што је био нападнут претходни — Расел. Између 2847. и 1852. године, велики број пензионисаних британских војника са породицама, доселио се у Окланд, гдје су формирали села, са циљем да заштите град. Војници су морали да имају испод 48 година и добре особине. Села су направили у Ховику, Панмуру, Отахухуу и Онехунги. Имали су прославе 12 дана годишње, а учествовали су и у црквеним парадама сваке недеље. За пет година стигао је 681 војник, на 10 бродова. Такође, Греј је продао земљу у Менгереу вођи Маора, Te Wherowhero, за 149 чланова племена Ngāti Mahuta. Били су запослени исто као и британски војници. Имали су британске официре, али су сами набављали оружје. У априлу 1851. године, група од око 350–450 припадника племена Ngāti Pāoa из Темса, напали су Окланд у 20 група Док су стигли у механички залив, британски пук позван је како би заштитио град. Разлог за то напад било је хапшење поглавице племена Ngāti Pāoa, због крађе. Племе се предало и признало британску власт.
Англиканска школа свети Стивен, отворена је у Кохимараму 1847. године, а затим је премјештена у Парнел 1850. Првобитно је била намијењена само образовању Маори дјевојчица, а касније и дјечака. Црква Свети Метјуз изграђена је 1853, након чега је изграђена катедрале Свете Марије у Парнелу 1860. Године 1865, изграђен је Храм Христовог Васкрсења, који је првобитно служио као капела у оквиру гробља Симондс, затим као болница и као затвор.
Окланд је био смјештен у провинцији Окланд од 1853 до 1876. и расформирања провинције. Године 1865. Порт Николсон, који је касније постао Велингтон, именован је за нови главни град Новог Зеланда. Окланд је реаговао на губитак статуса главног града кампањом реконструкције и изградње, укључујући и реконструкцију зграде Владе, са намјером да поврати статус. Зграда је коришћена до 1862, када је зграда четврте владе Новог Зеланда изграђена у Моунт Едену. У град је долазио велики новац преко златних поља, што је резултирало изградњом неколико зграда и постројења.
Почетком 1860-их, Окланд је постао база за операције Џорџа Греја против покрета Маора, гдје је стационирано 12.000 британских војника, што је довело до пораста локалног комерцијализма и доласка великог броја становника. Грејова идеја била је проходност до Валката и Краљеве земље изградњом путева, првенствено Велике јужне улице (која је данас дио аутопута 1). То је довело до бржег кретања и пресељења не само војника, већ и цивилног становништва. Развој града омогућио је европским Новозеланђанима (Pākehā) да прошире свој утицај тамо. Популација у граду је нагло расла, од 1.500 1841. године до 3.635 1845. и до 12.423 до 1864. године. Средином 19. вијека, европски досељеници на Новом Зеланду углавном су били настањени на Јужним Острву, али је Окланд постепено постао комерцијална пријестоница колоније.

### Модерна историја
Трамвајске и жељезничке пруге масовно су грађене у Окланду у првој половини 20. вијека. Ипак, након Другог свјетског рата, главни начин транспорта у граду постала су моторна возила. Артеријски путеви и улице за моторна возила постале су неизоставне у урбаним срединама. То је омогућило будућу масивну експанзију града, која је довела до раста неурбаних подручја, као што је Сјеверни Шор, посебно након изградње моста Окланд Харбоур 1850-их и Манукау Сити на југу.
Економска дерегулација средином 1980-их, довела је до драстичних промјена у економији Окланда, због чега су бројне компаније измјестиле своје сједиште из Велингтона у Окланд, који је постао центар националне економије. Зарада је долазила и од таласа туризма; у Окланду авионом долази 75% укупног броја туриста Новог Зеланда, док лука Окланда доноси 31% укупне трговине државе до 2015.
Облик урбанизације Окланда промијенио се када је Влада дозволила улазак имиграната из Азије 1986. Према попису становништва из 1961, Маори и Пацифички народи чинили су 5% укупне популације, док су Азијати чинили мање од 1%. До 2006, популација Азијата достигла је 18% у Окланду и 36% у централним градовима. Долазак досељеника из Хонг Конга, Тајвана и Кореје дали су препознатљив облик подручјима у којима су се груписали, док је разноликост осталих имиграната у град довело до градњи џамија, хинду храмова, а доведени су и халал месари и отворени етнички ресторани у тим четвртима.

## Географија

### Подручје
Границе Окланда нису прецизно дефинисане. Већи, урбани дио, према подацима Статистике Новог Зеланда, заузима површину од 1.102,9 km² и простире се до Вајвере на сјеверу, Кумеа на сјеверозападу и Рунсимана на југу. Не граничи се са њима; област од Вајвере до Вангапарое је одвојен од најближе градске четврти, Лонг беја. Окланд је најнасељенији дио Новог Зеланда.
Насељени дио Окланда налази се у региону Окланд, који је добио име по граду. Регион обухвата центар града, као и приградски дио, градове који га окружују, острва и насељена подручја сјеверно и јужно од насељеног дијела града.
Централни пословни округ Окланда — центар града, најразвијенија је област региона. Заузима површину од 433 хектара, и граничи се са приобаљем код луке Вајтемата и четвртима у унутрашњости града: Понсонби, Њутон и Парнел. Метрополитанско подручје Окланда чини преко 200 насељених градских четврти. Најудаљеније четврти су Орева на сјеверу, Папакура на југу, Хендерсон на западу и Ховик на истоку. Изван ових четврти леже градови Велсфорд, Варквоурт и хеленавил на сјеверу и Клеведон, Пукекох и Вајиуку на југу.

### Луке, заливи и ријеке
Окланд лежи на и око земљоуза, док је најужа тачка мања од 2 km, између увале Манжер и ријеке Тамаки. Двије луке окружују земљоуз: Вајтемата на сјеверу, која отвара пролаз источно до залива Хаураки и одатле до Пацифика и лука Манукау на југу, која отвара пролаз западно до Тасманског мора. Укупна дужина обала у Окланду је 3.702 km.
Мостови спајају дјелове обје луке, нарочито мост Окланд Харбоур, који пролази луку Вајтемата западно од центра града. Мостови Манжер и Горњи Харбоур спајају горње дјелове лука Вајтемата и Манукау. У ранија времена, стазе за превоз укрштале су се са најужим дјеловима земљоуза.
Неколико острва у заливу Хаураки су дио региона Окланда, мада нису дио урбаних области града Окланда. Дјелови острва Вајхеке функционишу као четврти Окланда, док су неколико мањих острва који се налазе у близини, класификовани као „простор за рекреацију на отвореном“ или као природна свјетилишта.
Окланд такође има укупно 21.000 km ријека и потока, од чега је 8% у урбаним четвртима.

### Клима
Клима у Окланду је класификована као океанска, Cfb у Кепеновој класификацији климата, док је Национални институт за истраживање воде и атмосфере (NIWA), класификовао као суптропску, са топлим и влажним љетима и благим зимама. Најтоплији је велики град на Новом Зеланду, као и један од градова са највише сунчаних дана, са просјечно 2.003,1 сунчаних сати годишње. Просјечна максимална дневна температура износи 23,7 °C у фебруару и 14. 7 степени у јулу. Највиша максимална забиљежена температура износила је 34,4 °C 12. фебруара 2009, док је најнижа забиљежена температура -3.9 степени, мада постоји незванични податак о температури од -5.7 степени у Риверхеду, у јуну 1936. године. Снијег пада јако ријетко, најзначајнији пад у 20. вијеку био је 27. јула 1939. године, када је пало 5 cm на Моунт Едену, а снијег се топио на одјећи прије него што је пао на земљу. Пахуљице су такође виђене 28. јула 1930. и 15. августа 2011. године. Године 1853, рано јутро у Окланду описано је као мирно јутро на земљоузу током стабилне климе, прије него се дигне повјетарац са мора. „У свим годишњим добима, љепота дана је рано јутро. У том периоду, генерално се задржава свечана тишина, која обезбјеђује савршени мир“.
Окланд повремено погађа загађење ваздуха, због емисије штетних честица у атмосферу. Такође, повремено се повећа ниво угљен-моноксида. Морски вјетар углавном релативно брзо растјера загађење, али је понекад примјетан смог, посебно у мирним зимским данима.
| Клима Окланд                                                                 | Клима Окланд | Клима Окланд | Клима Окланд | Клима Окланд | Клима Окланд  | Клима Окланд  | Клима Окланд  | Клима Окланд  | Клима Окланд  | Клима Окланд  | Клима Окланд | Клима Окланд | Клима Окланд     |
| Показатељ \ Месец                                                            | .Јан.        | .Феб.        | .Мар.        | .Апр.        | .Мај.         | .Јун.         | .Јул.         | .Авг.         | .Сеп.         | .Окт.         | .Нов.        | .Дец.        | .Год.            |
| ---------------------------------------------------------------------------- | ------------ | ------------ | ------------ | ------------ | ------------- | ------------- | ------------- | ------------- | ------------- | ------------- | ------------ | ------------ | ---------------- |
| Апсолутни максимум, °C (°F)                                                  | 30,0 (86)    | 30,5 (86,9)  | 29,8 (85,6)  | 26,0 (78,8)  | 24,6 (76,3)   | 23,8 (74,8)   | 19,0 (66,2)   | 20,6 (69,1)   | 22,0 (71,6)   | 23,6 (74,5)   | 25,9 (78,6)  | 28,3 (82,9)  | 30,5 (86,9)      |
| Средњи максимум, °C (°F)                                                     | 27,6 (81,7)  | 27,6 (81,7)  | 26,4 (79,5)  | 23,7 (74,7)  | 21,2 (70,2)   | 19,2 (66,6)   | 18,3 (64,9)   | 17,6 (63,7)   | 20,0 (68)     | 21,3 (70,3)   | 22,4 (72,3)  | 25,2 (77,4)  | 27,6 (81,7)      |
| Максимум, °C (°F)                                                            | 23,1 (73,6)  | 23,7 (74,7)  | 22,4 (72,3)  | 20,1 (68,2)  | 17,7 (63,9)   | 15,5 (59,9)   | 14,7 (58,5)   | 15,1 (59,2)   | 16,5 (61,7)   | 17,8 (64)     | 19,5 (67,1)  | 21,6 (70,9)  | 19,0 (66,2)      |
| Просек, °C (°F)                                                              | 19,1 (66,4)  | 19,7 (67,5)  | 18,4 (65,1)  | 16,1 (61)    | 14,0 (57,2)   | 11,8 (53,2)   | 10,9 (51,6)   | 11,3 (52,3)   | 12,7 (54,9)   | 14,2 (57,6)   | 15,7 (60,3)  | 17,8 (64)    | 15,2 (59,4)      |
| Минимум, °C (°F)                                                             | 15,2 (59,4)  | 15,8 (60,4)  | 14,4 (57,9)  | 12,1 (53,8)  | 10,3 (50,5)   | 8,1 (46,6)    | 7,1 (44,8)    | 7,5 (45,5)    | 8,9 (48)      | 10,4 (50,7)   | 12,0 (53,6)  | 14,0 (57,2)  | 11,3 (52,3)      |
| Средњи минимум, °C (°F)                                                      | 11,4 (52,5)  | 11,8 (53,2)  | 10,9 (51,6)  | 7,4 (45,3)   | 5,5 (41,9)    | 2,7 (36,9)    | 1,9 (35,4)    | 3,0 (37,4)    | 4,9 (40,8)    | 6,5 (43,7)    | 8,3 (46,9)   | 10,5 (50,9)  | 1,9 (35,4)       |
| Апсолутни минимум, °C (°F)                                                   | 5,6 (42,1)   | 8,7 (47,7)   | 6,6 (43,9)   | 3,9 (39)     | 0,9 (33,6)    | −1,1 (30)     | −3,9 (25)     | −1,7 (28,9)   | 1,7 (35,1)    | −0,6 (30,9)   | 4,4 (39,9)   | 7,0 (44,6)   | −3,9 (25)        |
| Количина кише, mm (in)                                                       | 73,3 (2,886) | 66,1 (2,602) | 87,3 (3,437) | 99,4 (3,913) | 112,6 (4,433) | 126,4 (4,976) | 145,1 (5,713) | 118,4 (4,661) | 105,1 (4,138) | 100,2 (3,945) | 85,8 (3,378) | 92,8 (3,654) | 1.210,7 (47,665) |
| Дани са кишом (≥ 1.0 mm)                                                     | 8,0          | 7,1          | 8,4          | 10,6         | 12,0          | 14,8          | 16,0          | 14,9          | 12,8          | 12,0          | 10,3         | 9,3          | 135,7            |
| Релативна влажност, %                                                        | 79,3         | 79,8         | 80,3         | 83,0         | 85,8          | 89,8          | 88,9          | 86,2          | 81,3          | 78,5          | 77,2         | 77,6         | 82,3             |
| Сунчани сати — месечни просек                                                | 228,8        | 194,9        | 189,2        | 157,3        | 139,8         | 110,3         | 128,1         | 142,9         | 148,6         | 178,1         | 188,1        | 197,2        | 2.003,1          |
| Извор #1: Национални институт за истраживање воде и атмосфере (NIWA), CliFlo |              |              |              |              |               |               |               |               |               |               |              |              |                  |
| Извор #2: MetService                                                         |              |              |              |              |               |               |               |               |               |               |              |              |                  |

### Вулкани
Окланд је смјештен на вулканском пољу, које је произвело 90 ерупција из 50 вулкана у последњих 90.000 година. Једини је град на свијету који је изграђен на вулканском пољу које је још увијек активно. Процијењено је да ће поље остати активно још око милион година. Површински рељефи укључују конусе, језера, острва, лагуне и низије, а неколико је испољило обимно отицање лаве. Конуси и отицања су дјелимично или потпуно направили каменоломе. Индивидуална вулканска поља се сматрају изумрлим, како вулканска поља сама по себи само успавана.
Мишљење је да ће последња ерупција да се деси на сјеверозападном дијелу поља. Окланд има 14 великих цијеви за лаву, које су постављене дуж вулканског дна и иду у море. Нова градска четврт, Стонефилд, изграђена је на ископаној лави, сјеверозападно од вулканског врха Маунгареј, који је претходно коришћен као каменолом.
Вулкани на Окланду си у потпуности напуњени мафичном магмом, за разлику од експлозивних субдукционих вулканизама у централном дијелу Сјеверног Острва, као што су Руапеху и Језеро Таупо, који су тектонског поријекла. Најскорији и далеко највећи вулкан је Ранигитото, који је формиран у последњих 1.000 година и његова ерупција уништила је насеље Маура у области острва Мотутапу, прије 700 година. Величина Ранигитота, симетрија и позиција, чувају улаз у луку Вајтемата, и његова видљивост из већине дјелова региона Окланда, чини најизгледнију природну карактеристику града. Због богатства кисјелом сољу и типа флоре која расте на каменитом земљишту, једино неколико птица и инсеката настањују острво Ранигитото.

## Демографија
У урбаном подручју Окланда живи 1.467.800 становника, судећи према процјени Статистике Новог Зеланда из јуна 2019. године. То је 29.9% укупне популације Новог Зеланда.
Многе етничке групе, из свих дјелова свијета су присутне у Окланду, што га чини далеко најкосмополитскијим градом у Новом Зеланду. Европљани чине већину популације, али присутни су одређени проценти Маура, Пацифичких народа и Азијата. На Окланду такође живи највећа популација Полинежана од свих градова на свијету. На попису становништва 2013, у граду је било 13 етничких група са више од 1%; Европљани су чинили већину од 52.3%, док је популација Маура износила 10.7%. Од осталих етничких група, Кинези су чинили 8.4%, Индијци 7.5% и Самоанци 7.2%.
Укупно, 59.3% становништва Окланда изјаснило се као Европљани, 23.1% као Азијати, 14.6% као Пацифички народи, 10.7 као Маори, 1.9% као Блиско-источани, Латино Американци или Африканци и 1.1% осталих народности.

### Националност и миграције
Становништво на Окланду је доминантно европског поријекла, мада се број оних азијског или другог неевропског поријекла повећао последњих деценија, усљед миграција и уклањања забране доласка становништва из Азије. Миграције на Новом Зеланду су углавном концентрисане на Окланд, што је довело до тога да службе за миграцију додјељују додатне бодове у захтјеву за издавање визе људима који намјеравају да мигрирају у остале дјелове Новог Зеланда. Прекоморске миграције у Окланд су дјелимично изједначене миграцијама из Окланда у друге регионе Новог Зеланда, углавном Вајканто и Беј оф пленти.
На попису становништва 2013, 39. 1% популације рођено је у прекоморским крајевима; у регионима Пукетапапа и Ховик, популација становништва рођеног преко мора надмашила је број рођених у Новом Зеланду. На Окланду се налази 51.6% од укупног становништва рођеног у прекоморским крајевима у Новом Зеланду, као и 72% укупне популације Пацифичких народа у држави, 64% популације рођене у Азији и 56% Блиско источана и Африканаца.

### Религије
Око 48.5% становника Окланда на попису 2013. изјаснило се као хришћани, а 11.7% су биле друге религије, док их се 37.8% изјаснило као нерелигиозни, а 3.8% није се изјаснило. Римокатолицизам је највећа хришћанска религија, са 13.3%, након чега слиједи Англиканизам са 9.1% и Презвитеријанство са 7.4%.
Имиграције из Азије у модерном добу, довели су до религијске разноликости града, што је довело до пораста броја становника у другим религијама, као што су будизам, хиндуизам, ислам и сикизамм. Такође, постоји и мала Јеврејска заједница.

### Будући раст
Окланд очекује значајан раст популације кроз миграције (двије трећине и природног раста популације (једна трећина). Процијењени је да ће популација порасти на 2 милиона до 2050. године, на основу годишњег раста од 1.2% из 2013. Значајан раст популације ће имати битан утицај на саобраћај, куће и осталу инфраструктуру, што је у већини случајева већ под притиском. Неке организације, као што је Регионални савјет Окланда, плаше се да ће раст популације довести и до раста урбаног подручја, што је неопходно проактивно додати у политику јавног планирања.
Стратегија за регионални раст је усвојена како би се предвидјеле границе будуће подјеле и интензивирања постојећих, као мјера одрживости. Ова политика је оспорена јер ограничава употребу приватног земљишта, посебно подјелу урбаних површина, што је наведено у оквиру Метрополитанског урбаног лимита у плановима документа, налик на план округа.
Према подацима са пописа 2006, сценарио средње варијанте показао је да ће са пројектованим растом, популација достићи 1,93 милиона до 2031. године. Сценарио највеће варијанте, показао је да ће популација прећи два милиона становника до 2031.
У јулу 2016. године, Савјет Окланда објавио је трогодишње истраживање и мишљења народа, у свом плану за Окланд. Планом је предвиђено да се ослободи још 30% земље за изградњу кућа и да се дозволи интензивирање постојећих урбаних подручја, што би донијело нових 422.000 места за становање у наредних 30 година.

### Попис становништва
| Националност                                | Попис 2001 | Попис 2001 | Попис 2006 | Попис 2006 | Попис 2013 | Попис 2013 | 2018      | 2018 |
| Националност                                | Број       | %          | Број       | %          | Број       | %          | Број      | %    |
| ------------------------------------------- | ---------- | ---------- | ---------- | ---------- | ---------- | ---------- | --------- | ---- |
| Европљани                                   | 755,967    | 68.5       | 700,158    | 56.5       | 789,306    | 59.3       | 841,386   | 53.5 |
| Новозеландски Европљани                     | 685,965    | 62.2       | 611,898    | 49.4       | 696,963    | 52.3       |           |      |
| Јужноафриканци                              | 9,183      | 0.8        | 12,888     | 1.0        | 15,741     | 1.2        |           |      |
| Енглези                                     | 13,398     | 1.2        | 16,008     | 1.3        | 13,497     | 1.0        |           |      |
| Британци                                    | 6,468      | 0.6        | 9,603      | 0.8        | 12,087     | 0.9        |           |      |
| Европљани (није даље дефинисано)            | 10,197     | 0.9        | 9,162      | 0.7        | 10,668     | 0.8        |           |      |
| Холанђани                                   | 7,728      | 0.7        | 7,785      | 0.6        | 7,998      | 0.6        |           |      |
| Аустралијанци                               | 7,200      | 0.7        | 8,637      | 0.7        | 7,065      | 0.5        |           |      |
| Азијати                                     | 151,644    | 13.8       | 234,279    | 18.9       | 307,233    | 23.1       | 442,674   | 28.2 |
| Кинези                                      | 65,952     | 6.0        | 92,889     | 7.5        | 112,290    | 8.4        |           |      |
| Индијци                                     | 40,326     | 3.7        | 69,315     | 5.6        | 97,875     | 7.5        |           |      |
| Корејци                                     | 13,272     | 1.2        | 21,354     | 1.7        | 21,981     | 1.7        |           |      |
| Филипинци                                   | 6,312      | 0.6        | 9,822      | 0.8        | 20,499     | 1.5        |           |      |
| Индофиџијци                                 | 1,281      | 0.1        | 4,170      | 0.3        | 8,067      | 0.6        |           |      |
| Јапанци                                     | 4,221      | 0.4        | 5,289      | 0.4        | 6,720      | 0.5        |           |      |
| Пацифички народи                            | 154,683    | 14.0       | 177,948    | 14.4       | 194,958    | 14.6       | 243,966   | 15.5 |
| Самоанци                                    | 76,584     | 6.9        | 87,840     | 7.1        | 95,916     | 7.2        |           |      |
| Тонганци                                    | 32,538     | 3.0        | 40,140     | 3.2        | 46,971     | 3.5        |           |      |
| Маори са Кукових Острва                     | 31,077     | 2.8        | 34,374     | 2.8        | 36,549     | 2.7        |           |      |
| Ниуејци                                     | 16,035     | 1.5        | 17,667     | 1.4        | 18,555     | 1.4        |           |      |
| Фиџијци                                     | 4,155      | 0.4        | 5,850      | 0.5        | 8,493      | 0.6        |           |      |
| Маори                                       | 127,704    | 11.6       | 137,304    | 11.1       | 142,767    | 10.7       | 181,194   | 11.5 |
| Блиско источани/Латино Американци/Африканци | 13,335     | 1.2        | 18,558     | 1.5        | 24,945     | 1.9        | 35,838    | 2.3  |
| Остали                                      | 276        | <0.1       | 100,110    | 8.1        | 15,639     | 1.1        | 16,746    | 1.1  |
| Новозеланђани                               | Н/Д        | Н/Д        | 99,474     | 8.0        | 14,904     | 1.1        |           |      |
| Укупно становништва                         | 1,102,818  |            | 1,239,054  |            | 1,331,427  |            | 1,517,718 |      |
| Нису нигдје укључени                        | 57,453     | 5.0        | 65,907     | 5.1        | 84,123     | 5.9        | 0         | 0.0  |

## Култура и стил живота
На стил живота у Окланду утиче чињеница да је 70 посто града рурално подручје, а 90% Оукланђана живи у руралном подручју.
Позитивни аспекти живота у Окланду су блага клима, много прилика за образовање и запослење, као и доста мјеста за провођење слободног времена. Са друге стране, многи становници навели су проблеме у саобраћају, недостатак доброг јавног превоза и раст цијена кућа као главне негативне факторе живота у Окланду, уз криминал. Ипак, Окланд се нашао на трећем мјесту у годишњем прегледу квалитета живота у 231 граду, које спроводи Мерсер; на првом и другом мјесту нашли су се Беч и Цирих.

### Разонода
Једно од надимака града је „град једрења“; надимак му је дат због популарности једрења у региону. 135.000 јахти и баркаса је регистровано у граду и око 60.500 од укупно 149.900 једриличара колико их има у држави, налази се у Окланду, док једно од три домаћинства има брод. Вијадукт Басен, са сјеверне стране центра града, био је домаћин два Америка купа, 2000. и 2003.
Лука Вајтемата су дом неколико јахтинг клубова и марина, укључујући Новозеландски Скадрон и Вестхевен Марину, највећу марину на Јужној Хемисфери. Лука Вајтемата има неколико плажа за пливање, укључујући плаже Мишен и Кохимарама на јужној страни и плажу Стенли на сјеверној страни. На источном приобаљу Сјеверне Обале, гдје канал Рангитото раздваја горња острва залива Хаураки од оних што ниже на земљи, постоје плаже у Челтенхаму, Девенпорту, Такапуни и Милфорду, као и даље сјеверно, у подручју познатом као заливи Источне Обале.
Западна обала има популарна мјеста за сурфовање, као што су Пиха, Муривај и Те Хенга. Вангапарао Пенинсула, Орева, Омаха и Пакири на сјеверу, такође су у близини. На већини плажа патролирају клубови за спасавање живота сурфера, као што је Пиха. Сви клубови су дио организације Спасилачки сурферски клубови сјеверног региона.
Краљичина Улица, као и улице Бритомарт, Понсонби, Караганхап, Њумаркет и Парнел су локална мјеста гдје се обавља малопродаја, док улице Отара и Авондејл нуде алтернативну куповину викендом ујутру. Већина шопинг центара налази се у средишњим и спољашњим четвртима, док су Силвија парк и Вестфилд Олбани. највећи.

### Умјетност
Бројни фестивали умјетности се одржавају у граду, укључујући Окландски фестивал, Окландску трогодишњицу, Међународни фестивал комедије Новог Зеланда и Међународни филмски фестивал Новог Зеланда. Филхармонијски оркестар Окланда наступа изводећи серију концерата, опера и балета. Догађаји који прослављају културну разноликост града су Фестивал Пацифик, Полифест и Фестивал фењера. Сви су највећи фестивали свије врсте у Новом Зеланду. Такође, Окланд је домаћин Краљевског балета Новог Зеланда и Филхармонијског оркестра Новог Зеланда, који једном годишње наступају у граду. Окланд је дио Креативне мреже градова УНЕСКО-а у области музике.
Важне институције укључују Галерију умјетности, Ратни меморијални музеј, Поморски музеј Новог Зеланда, Национални музеј морнарице Новог Зеланда и Музеј саобраћаја и технологије. Галерија умјетности Окланда, сматра се домом за визуелну умјетност у Новом Зеланду, са преко 15.000 умјетничких радова, укључујући истакнуте умјетнике Новог Зеланда и Пацифичких острва, као и скулптуре и колекцију цртежа од 1376. до данас.
Године 2009, галерији је обећан поклон од 15 умјетничких радова, од стране сакупљача умјетнина и филантропа из Њујорка — Џулијана и Џесија Робертсона. Поклон је уручен 2011, а у њега спадају радови Пола Сезана, Пабла Пикаса, Анрија Матиса, Пола Гогена и Пита Мондријана. То је највећи поклон који је неко уручио некој галерији умјетности у Аустралазији.

### Паркови и природа
Окланд Домајн је један од највећих паркова у граду, близу је центра града и пружа добар поглед на залив Хаураки и вулканско острво Ранигитото. Мањи паркови су Алберт парк, Мјерс парк, Западни парк и Викторија парк.
Док је много вулканских конуса у вулканском пољу Окланда, погођено каменоломима, много преосталих конуса налази се у парковима и задржали су природнији изглед него у другим градовима. Праисторијски земљани радови и историјска фортификација види се у неколико паркова, укључујући Моунт Едену, Норт Хед и Он три Хил.
Остали паркови око града су у Вестерн Спрингсу, који има велики парк који се граничи са музејом Мотат у зоолошким вртом Окланд. Ботаничка башта Окланда је даље на југу, у Мануреви.
Трајекти обезбјеђују превоз до паркова и природних резервата у Давенпорту, на острвима Вајхеки, Ранигитото и Тиритири. Ланац Вајтаке је регионални парк на западу Окланда и има релативно нетакнуту природу, као и Хунуа ланац на југу.

### Спорт

#### Локације
Рагби јунион, крикет, рагби лига, фудбал и нетбол су спортови моји се највише играју и прате. Окланд има значајан број терена за рагби јунион и крикет, као и за кошарку, тенис, бадминтон, нетбол, фудбал, рагби лигу, као и многе друге спортове, укључујући објекте за пливање и мотоспортове.
Такође, ту су и три стазе за јахање, које се користе у коњичком спорту. Стазе Елерсли и Авондал служе за јахање чистокрвних коња, док стаза Александра парк служи за трке са упрегнутим коњима.
- Еден Парк је главни градски стадион и дом за међународне утакмице рагби јуниона и крикета. На њему игра и Блуз, клуб Супер рагбија.

- Сјеверни стадион Харбоур се углавном користи за рагби јунион у фудбал (сокер на Новом Зеланду), али такође служи и за концерте. Домаћи је стадион клуба Норт Харбоур, а од 2019. постао је и дом јединог бејзбол тима на Новом Зеланду, Окланд Таутаре.
- Стадион Смарт се користи за мечеве рагби лиге и домаћи је стадион Њу Зеланд вориорса, који се такмичи у националној лиги — НРЛ. Такође се користи за концерте, а претходно је био домаћин музичког фестивала Биг деј аут, који се одржавао у јануару сваке године.
- АСБ тениски центар првенствено се користи за одигравање тениских мечева. Домаћин је ВТА и АТП турнира Окланд опен.
- Спарк арена је дворана која првенствено служи за концерте и међународне мечеве нетбола
- Арена Труст је арена у којој се примарно играју нетбол мечеви и дом је тима Нортеен мистикс. Такође, била је домаћин Свјетског нетбол првенства 2007, док се свјетска серија у пикаду одржава у арени од 2015. године.
- Центар Сјеверна обала је арена која је првенствено користи за кошарку. Дом је Њу Зеланд брејкерса.
- Водафон центар је арена у којој се одржава велики број догађаја и дом је клуба Нортерн старс.
- Пукекох парк је стаза за мото трке и коњичке спортове. Најважније коњичко такмичење одржава се сваке године крајем новембра, док се такмичење В8 Суперкар одржава сваке године, заједно са другим тркама.
- Стадион Западно прољеће домаћин је великог броја концерата и мото трка током прољећа, од 1929.

#### Клубови
Спортски клубови из Окланда који се такмиче у домаћим или међународним такмичењима су:
- Бивши Окланд блуз, Блуз је тим у супер рагбију. У Окланду се такође налазе у и три клуба рагби јуниона, који се такмиче у ИТМ Купу. Тимови су: Окланд, Норт Харбоур и Каунти Манукау.
- Претходно познати као Окланд вориорси, Новозеландски вориорси су тим рагби лиге, који се такмичи у првенству Аустралије. Утакмице на домаћем терену игра на стадиону СМАРТ, мада неке утакмице игра и на Еден Парк у. Поред њих, у Окланду се налазе и два тима рагби лиге који се такмиче у првенству Новог Зеланда, Акарана фалконси и Каунти Манукау.
- Мушки крикет тим, Окланд ас, утакмице на домаћем терену игра на Еден парку. Женски тим, Окланд хартс, домаће утакмице игра на Мелвил парку, у Епсому.
- Фудбалски клубови Окланд Сити, Вајтакер јунајтед и Истерн Субурбс наступају у Првој лиги Новог Зеланда.
- Нортен мистикс и Нортен старс су нетбол клубови. Мистикси своје утакмице играју на стадиону Трустс, док Старси играју у Водафон центру.
- Њу Зеланд брејкер је кошаркашки клуб који се такмичи у Аустралијској националној лиги — НБЛ; домаће утакмице играју у арени Сјеверна обала, мада неке утакмице играју и у Спарк арени. Поред Брејкерса, у граду се налази и кошаркашки клуб Супер сити Ренџерс, који се такмичи у лиги Новог Зеланда.
- Клубови у хокеју на леду, Ботани сварм и Вест Окланд адмиралс, такмиче се у лиги Новог Зеланда у хокеју на леду.

#### Главна такмичења
Годишња спортска такмичења која се одржавају у Окланду укључују:
- Окланд Опен за жене и Окланд опен за мушкарце, су тениска такмичења за мушкарце и жене, одржавају се сваке године у АСБ центру у јануару. До 2016, турнир за мушкарце звао се Хајнекен опен.
- Окланд суперспринт је аутомобилска трка која се одржава сваке године на Пукекох парку.
- Окландски маратон (који укључује и полумаратон), је маратон који се одржава сваке године и окупља хиљаде такмичара.
- Такмичење у пливању у луци Окланд, од сјеверне обале до вијадукта Басен, годишње је такмичење које се одржава љети, укупне дужине од 2,8 km. Учествују хиљаде такмичара, претежно аматери.[92] То је најдуже такмичење у пливању у океану у Новом Зеланду.[92]
- Турнир у забавном трчању стартује у граду, након чега иде 8,4 km дуж приобаља до кварта Сент Хелерс. Окупља хиљаде људи и одржава се сваке године у. марту, од 1972.[93]
- Окланд мастерс, турнир у пикаду, одржава се, од 2015, сваке године у Труст арени.

Такмичења која су раније одржавана у Окланду укључују Игре Британског краљевства 1950 и Игед Комонвелта 1990, као и бројне утакмице на Свјетском првенству у рагбију, укључујући полуфинале и финале 1987 и 2011. У периоду од 2012 до 2015, одржавана је финална серија Свјетског купа у триатлону. Окланд је био домаћин Свјетских Мастерс игара 2017. Предсезонско такмичење у рагбију 9, одржавано је у периоду од 2014. до 2017. на Еден парку.

## Архитектура
Окланд садржи различите стилове архитектуре, што дугује раном периоду насељавања, од Викторијанског до савременог доба. Град има законе у погледу очувања постојећег насљеђа, а главни је акт Менаџмента за обнављање извора 1991.
Под овим законом је донесен и Унитарни план Окланда, који указује на то како земљиште може да се искористи или развија. Истакнуте историјске грађевине укључују зграду Дилворт, терминал за трајекте, надзорну зграду Гардијан, стару царинарницу, оријенталне куће, градску скупштину и транспортни центар. Многе од ових грађевина позициониране су на главној магистрирали Краљичине улице.

## Економија
Окланд је главни економски и финансијски центар Новог Зеланда. Има напредну тржишну економију, са јаким финансијама, трговином и туризмом. Већина великих међународних корпорација има канцеларију у Окланду; најскупље мјесто за канцеларије је око доње стране Краљичине улице и вијадукта Басен у округу Бизнис центра (центар града), гдје су стациониране многе финансијске и пословне компаније, што чини велики проценат економије Бизнис центра.. Највеће комерцијалне и индустријске области у Региону Окланда су Бизнис центар Окланда и сјеверни дјелови Манукауа, углавном око луке Манукау и ушћа ријеке Тамаки.
Окланд је класификован од стране Мреже за глобализацију и истраживање градова свијета као Бета + глобални град, због његове важности у трговини, умјетности и образовању.
Према подацима са пописа 2013, основне пословне индустрије су професионалне, научне и техничке службе (11.4%), производња (9.9%), трговина на мало (9.7%), здравствена њега и социјална помоћ (9.1%) и образовање и тренинг (8.3%). Производња је главна пословна индустрија у подручјима Хендерсон, Ховик, Манжер, Отара, Манурева и Папакура; трговина на мало је највећа пословна индустрија у области Вхау, док су пословне, научне и техничке службе главна пословна индустрија у осталим урбаним подручјима.
Бруто домаћи производ (БДП) региона Окланд процијењен је на 93,5 милијарди, што је 37.2% бруто домаћег производа Новог Зеланда. Бруто домаћи производ града Окланда процијењен је на 58.717 милијарди, што га сврстава на трећем мјесту у држави, иза региона Таранаки и Велингтон.
Године 2014, средњи годишњи лични приход за особе старије 15 година процијењен је на 41.860, по чему је Окланд на другом мјесту у Новом Зеланду, иза Велингтона.

## Стамбена изградња
Стамбени објекти значајно варирају између градских четврти; од становања у објектима који су у власништву града у четвртима са слабијим приходом, до имања на доковима, посебно у области близу луке Вајтемата. Традиционално, најчешће пребивалиште Окланђана је самостално мјесто становања од четврт хектара (1,000 m²). Ипак, подјела таквих имања, испуњених кућама, је стандард дуго времена. Акције на стамбене просторе постале су разнолике последњих деценија, јер је изграђено много станова након 1970-их, а посебно током и након 1990-их у Бизнис центру. Ипак, већина становништва живи у просторима за једнократно становање и очекује се да тако остане упркос будућем урбаном развоју.
Куће у Окланду су међу најнеприступачнијим на свијету, на основу поређења просечних цијена кућа и нивоа прихода домаћинстава, док су цијене кућа расле доста изнад стопе инфлације у последњим деценијама. У децембру 2019. године, Китациона вриједност објавила је да је просјечна цијена кућа износила 1.047.000 долара, док је у Велингтону просјечна цијена износила 747.000 долара, у Хамилтону 604.000, 508.000 у Христчурчу и 207.000 у региону Булер. Вођена је јавна расправа око тога зашто су куће у Окланду толико скупе, а закључено је да су главни разлози недостатак земљишта, приступачни стамбени кредити висок ниво употребљивости.
У неким областима, виле из Викторијанског доба су срушене, да би се направио простор за реконструкцију. Рушењу старих кућа супротставља се све више растућем покрету за заштиту старих дјелова града. Окланд је описан као „најопсежнији ланац дрвених кућа са класичним детаљима гипса у свијету“, од којих су многе у Викторијанско—Едвардијанском стилу.

### Стамбена криза
При крају 2009. године, почела је стамбена криза у Окланду, јер тржиште није могло да подржи све захтјеве за приступачне куће. Споразум о стамбеној изградњи и Специјални акт о стамбеним локацијама донесен је 2013. године, а њиме је предвиђено да минимум 10% нових грађевина које се граде на земљиштима погодним за становање, мора да буде субвенционирано како би биле приступачне за купце који су имали примања на нивоу просјечне зараде у граду. У новој подјели у Хобсонвилу, 20% нових стамбених објеката смањено је на 550.000 долара. Неки од захтјева за нове куће у то доба дошло је од око 43.000 људи који су се доселили у Окланд у периоду између јуна 2014. и јуна 2015.

## Влада

### Локална власт
Савјет Окланда је локална власт, са јурисдикцијом над градом Окландом, заједно са околним насељеним областима, паркландом и острвима у заливу Хаураки.
Окланд је прву владу успоставио 1851. године, када је успостављена Општина Окланд, у подручју површине 58.000 km². Ентитет је трајао само једну годину и имао је једног градоначелника — Арчибалда Кларка.
Када је град Окланд формално формиран, садржао је површину од само 623 km². Градски савјет је предводио Валтер Ли. Убрзо након тога, установљена је позиција Градоначелника Окланда. У почетку, градоначелника су бирали савјетници. Године 1875, Бенџамин Тонкс је постао први градоначелник који је изабран гласовима великог броја пореских обвезника. Укупно је било 39 градоначелника, а на позицији се најдуже задржао Доув Мјер Робинсон, који је био градоначелник 18 година, а постао је први градоначелник који је био на више мандата, али не узастопних. 
Кетрин Тизар се кандидовала на изборима 1983, на којима је побиједила бившег градоначелника Колина Кеја, поставши тако прва жена градоначелник Окланда. Након ње, Кристин Флечер је побиједила на изборима 1998.
Од 1989. до 2010, Окландом је управљало неколико градских и подручних савјета, са регионалним надзором од стране Регионалног савјета Окланда. Крајем 2000-их, централна Влада Новог Зеланда и дјелови друштвене заједнице Окланда, сложили су се да велики број савјета и недостатак јаке регионалне владе, јер је Регионални савјет Окланда имао ограничену моћ, спрјечава напредак Окланда.
Краљевска комисија за управљање Окландом формирана је 2007. године, а 2009 је предложено формирање јединствене локалне владе за Окланд, сједињавањем савјета. Влада је објавила да ће бити направљен „супер град“ са једном владом на изборима 2010.
У октобру 2010 градоначелник Манукауа — Лен Браун, изабран је за предсједавајућег удруженог савјета Окланда. Поново је изабран на изборима у октобру 2013, али се није кандидовао на изборима 2016, на којима је побиједио Фил Гоф. Остатак владајућег тијела савјета Окланда чини 20 савјетника, који се бирају од стране 13 изборних одбора.
Годишња плата градоначелника износи 269.500 долара.

### Национална
Између 1842. и 1865. Окланд је био главни град Новог Зеланда. Парламент је био стациониран у Старој кући Владе, у универзитетском насељу Универзитета Окланда. Године 1865, Велингтон је изабран за главни град.
Због велике популације, Окланд има 22 основне изборне јединице и три изборне јединице Маора, од којих свака даје једног члана у Представничком дому Новог Зеланда. Владајућа Лабуристичка странка држи осам изборних јединица и све три изборне јединице Маора, док опозициона — Национална странка држи 13 изборних јединица, а АКТ држи преостале јединице.
Поред тога, постоји велики број листа народних посланика базираних у Окланду, који се бирају на основу партијског списка. Постоји 12 таквих листи у Парламенту, које су учествовале на изборима 2014 из Окланда. Шест из Националне странке, четири из Зелене партије и по једна из Лабуристичке и партије Нови Зеланд.

### Остало
У Окланду се налазе канцеларије Владе Острва Питкерн.

### Списак градоначелника

#### 1871—2010
Списак градоначелника Окланда од успостављања града 1871. до стварања Регионалног савјета Окланда као владајућег тијела 2010. године:
Кључ
  Независни  
  Грађани и порески обвезници  
  Лабуристичка странка  
†: Умро на дужности
| # | #    | Портрет | Градоначелник     | Мандат | Мандат |
| - | ---- | ------- | ----------------- | ------ | ------ |
|   | 1    |         | Филип Филипс      | 1871   | 1874   |
|   | 2    |         | Хенри Исак        | 1874   | 1874   |
|   | 3    |         | Фредерик Прајм    | 1874   | 1875   |
|   | 4    |         | Бенџамин Тонкс    | 1875   | 1876   |
|   | 5    |         | Вилијам Џон Хунст | 1876   | 1877   |
|   | 6    |         | Хенри Брет        | 1877   | 1878   |
|   | 7    |         | Томас Пикок       | 1878   | 1880   |
|   | 8    |         | Џејмс Кларк       | 1880   | 1883   |
|   | 9    |         | Вилијам Ведел     | 1883   | 1886   |
|   | 10   |         | Алберт Девор      | 1886   | 1889   |
|   | 11   |         | Џон Аптон         | 1889   | 1891   |
|   | 12   |         | Вилијам Краутер   | 1891   | 1893   |
|   | 13   |         | Џејмс Цоб Холанд  | 1893   | 1896   |
|   | 14   |         | Абрахам Бордман   | 1896   | 1897   |
|   | 15   |         | Питер Дигнан      | 1897   | 1898   |
|   | 16   |         | Дејвид Голди      | 1898   | 1901   |
|   | 17   |         | Џон Логан Кембел  | 1901   | 1901   |
|   | 18   |         | Алфред Кид        | 1901   | 1903   |
|   | 19   |         | Едвин Мичелсон    | 1903   | 1905   |
|   | 20   |         | Артур Мејерс      | 1905   | 1909   |
|   | 21   |         | Чарлс Греј        | 1909   | 1910   |
|   | 22   |         | Лемуел Бањал      | 1910   | 1911   |
|   | 23   |         | Џејмс Пер         | 1911   | 1915   |
|   | 24   |         | Џејмс Гунсон      | 1915   | 1925   |
|   | 25   |         | Џорџ Бајлдон      | 1925   | 1931   |
|   | 26   |         | Џорџ Хуткинсон    | 1931   | 1935   |
|   | 27   |         | Ернест Дејвис     | 1935   | 1941   |
|   | 28   |         | Џон Алијум        | 1941   | 1953   |
|   | 28   |         | Џон Алијум        | 1941   | 1953   |
|   | 29   |         | Џон Луксфорд      | 1953   | 1956   |
|   | 29   |         | Џон Луксфорд      | 1953   | 1956   |
|   | 30   |         | Томас Ешби        | 1956   | 1957†  |
|   | 31   |         | Кејт Бутл         | 1957   | 1959   |
|   | 32   |         | Дов Мјер Робинсон | 1959   | 1965   |
|   | 33   |         | Рој Мекелрој      | 1965   | 1968   |
|   | (32) |         | Дов Мјер Робинсон | 1968   | 1980   |
|   | 34   |         | Колин Кеј         | 1980   | 1983   |
|   | 35   |         | Кетрин Тизар      | 1983   | 1990   |
|   | 36   |         | Лес Мајлс         | 1990   | 1998   |
|   | 37   |         | Кристин Флечер    | 1998   | 2001   |
|   | 38   |         | Џон Бенкс         | 2001   | 2004   |
|   | 39   |         | Дик Хубард        | 2004   | 2007   |
|   | (38) |         | Џон Бенкс         | 2007   | 2010   |

#### 2010—данас
Списак градоначелника од успостављања Регионалног савјета Окланда као владајућег тијела 2010:
| # | Градоначелник | Портрет | Избори      | Ступио на дужност | Отишао са дужности |
| - | ------------- | ------- | ----------- | ----------------- | ------------------ |
| 1 | Лен Браун     |         | 2010. 2013. | 1. новембар 2010. | 14. октобар 2016.  |
| 2 | Фил Гоф       |         | 2016. 2019. | 1. новембар 2016. | Тренутно           |

## Образовање

### Основне и средње школе
У урбаном дијелу Окланда налази се 340 основних школа и 29 комбинованих основних и средњих, до 2012. године, у којима учи скоро 250.000 ученика. Највећи дио школа, њих 63 су државне, док је 39 приватних.
У граду се налазе неке од највећих школа у Новом Зеланду у погледу броја ученика, укључујући Моунт Алберт, другу највећу школу у Новом Зеланду, са 3.035 ученика, и Универзитет Ранигитото, на Источној Обали, највећу школу у држави, са 3.307 студената, према подацима из марта 2020.

### Терцијарне школе
Окланд има велики број важних образовних установа, укључујући неке од највећих универзитета у држави. Главни је центар за учење језика, за студенте који стижу преко мора, са великим бројем страних студената, нарочито са подручја Источне Азије, који остају неколико мјесеци или година, како би научили енглески или студирали на факултетима, иако је број значајно опао након 2003. године, када је достигао врхунац. До 2007, у Окланду има око 50 сертификованих школа и института које подучавају енглески језик.
Међу најважнијим терцијарним школама налазе се Универзитет Окланд, Технолошки факултет, Универзитет Масеј, Институт технологије Манукау и Унитек Нови Зеланд.
Куће у Окланду су међу најнеприступачнијим на свијету, на основу поређења просечних цијена кућа и нивоа прихода домаћинстава,

## Саобраћај
Државна мрежа аутопутева повезује различите дјелове Окланда, док је аутопут 1 главна саобраћајница која пролази кроз град и иде од сјевера до југа и главни је пут који повезује регионе Нортленд и Вајкато. Сјеверна Аутобуска линија пролази уз сјеверни аутопут, у Сјеверној Обали. Остали државни аутопутеви у оквиру Окланда су аутопут 16 (сјеверозападни аутопут), аутопут 18 (аутопут горњи Харбоур) и аутопут 20 (југозападни аутопут). Пут 22 је пут који повезује Пукекох са јужним аутопутем у Друиоју.
Мост Харбоур изграђен је и отворен 1959. године и главна је повезница између Западне Обале и осталих региона у Окланду. Мост има осам трака за возила и има покретну средњу баријеру, за флексибилност трака, али не дозвољава приступ возовима, пјешацима и бициклистима. Централна раскрсница аутопута, која се такође зове и шпагети раскрсница, због своје сложености, је међусекција између два главна аутопута у Окланду — аутопута 1 и државног аутопута 16.
Двије од највећих улица у региону Окланд су Велика Сјеверна Улица и Велика Јужна Улица, које су биле главна повезница између тих области прије изградње мреже аутопутева. Бројне улице такође обезбјеђују регионалну и под регионалну повезаност, док је већина тих улица (посебно на земљоузу), претходно коришћена за вожњу трамваја.
Окланд има четири жељезничке линије, Западна линија, Онехунга, Источна и Јужна линија. Оне служе како би се повезали западни, јужни и источни дјелови региона од центра Бритомарт до луке, гдје постоје терминали за све линије, одакле је доступна повезаност са трајектом и аутобусима. Крајем 2015. године, започети су радови како би се обезбиједила већа флексибилност и повезаност центра Бритомарт са западним дјеловима преко Западне линије кроз пројекат подземног жељезничког тунела. Такође, планирана је и свјетлосна жељезничка мрежа.

### Начини путовања
Друмски и жељезнички саобраћај
Приватна возила су главни начин саобраћаја унутар града, док је око 7% путовања по региону Окланда обављено аутобусом 2006, а 2% возом и трајектом. За путовања у центар града, за вријеме дневног шпица, употреба јавног превоза је много већа; више од половине путовања обавља се аутобусом, возом или трајектом. Окланд је и даље ниско позициониран што се коришћења јавног превоза тиче, са само 46 путовања годишње по граду, док Велингтон има 91, а Сиднеј 114 путовања. Строга концентрација на друмски саобраћај резултира великим саобраћајним гужвама током шпица.
Аутобуси у Окланду су углавном радијални, са неколико рута кроз град. Саобраћање аутобуса након поноћи је ограничено, чак и викендом. Главне преправке аутобуског сервиса спроведене су у периоду од 2016. до 2018, чиме су значајно проширене аутобуске услуге; уведени су аутобуси који крећу сваких 15 минута током дана и почетка ноћи, сваког дана у недељи. Са осталим градовима повезан је преко међуградских аутобуса.
Возови саобраћају на четири линије између Бизнис центра и запада и југа и југоистока Окланда, док возови до Велингтона саобраћају неколико пута недељно. Након отварања саобраћајног центра Бритомарт 2003. године, извршена су главна улагања у жељезницу, укључујући надоградњу станица, реновирање вагона и побољшање инфраструктуре. Надоградња жељезнице укључивала је електрификацију жељезничке мреже, са електричним возовима, које је конструисала компанија Construcciones y Auxiliar de Ferrocarriles, а који су почели да саобраћају у априлу 2014. Велики број предложених пројеката у циљу будућег проширења жељезничке мреже, укључени су у план развоја града 2012. године, а укључивали су изградњу двије подземне жељезнице дуге 3,5 km испод центра града, између центра Бритомарт и жељезничке станице Маунт Еден, жељезницу од Бизнис центра до аеродрома, жељезницу од Авондејла до Саутдауна и жељезницу до Западне Обале.
остали модели
Луке Окланда су друге највеће луке на Новом Зеланду, након лука Тауранге и велики дио долазеће и одлазеће комерцијалне трговине Новог Зеланда обавља се преко њих, углавном преко постројења сјевероисточно од Бизнис центра. Теретњаци углавном долазе и одлазе из луке друмом, мада луке имају и приступачност возовима. Окланд је главна станица за заустављање крузера, док се бродови углавном вежу на пристаништу Принцес. Бизнис центар је приобалним подручјима, са Северном Обалом и удаљеним острвима преко трајекта.
Ваздушни саобраћај
Окланд има неколико мањих регионалних аеродрома и аеродром Окланд, најпрометнији у држави. Аеродром Окланд, највећи аеродром на Новом Зеланду, налази се у јужном дијелу покрајине Мажер, на обалама луке Манукау. Одатле авиони полијећу за Аустралију и друге дјелове Новог Зеланда. Такође, ту су директни летови за доста локација у Јужном Пацифику, као и за Сједињене Државе, Кину, Ванкувер, Лондон, Сантјаго Буенос Ајреса. Окланд је други најбоље повезани град у Океанији, у смислу броја међународних летова.
Политика
Истраживања на Универзитету Грифин указала су на то да је у периоду од 1950-их до 1980-их, Окланд успоставио неке од највећих политика за аутомобиле на свијету. Док је јавни саобраћај значајно опао током другог дијела 20. вијека (што је био тренд у већини западних држава, укључујући и Сједињене Америчке Државе), а трошење на улице и аутомобиле се повећало, Нови Зеланд, а посебно Окланд, сада има други највећи степен приватних аутомобила у свијету, са 578 аутомобила на 1.000 људи. Окланд такође зову непријатељским градом за пјешаке и бициклист, мада су предузети неки кораци како би се то промијенило. Окланд је постао главни учесник у владиној иницијативи изградње бициклистичких стаза у насељеним областима, док је план за изградњу пјешачке и бициклистичке стазе на мосту Харбоур, добио подршку савјета.

## Инфраструктура и услуге

### Електрична енергија
Током већег дијела 20. вијека, снабдијевање електричном енергијом и малопродају вршиле су три комисије за електричну енергију (EPBs): Вајтемата, Окланд и Френклин. Акт о енергетским компанијама донесен је 1992, којим су све компаније постале Пауер Нови Зеланд, Меркјури енерџи и Каунти пауер. Реформом сектора електричне мреже 1998, захтијевано је од електричних компанија да раздвоје своје линије, како би вршили и снабдијевање и продају. Као резултат, компаније Пауер Нови Зеланд и Каунти пауер, престали су са малопродајом и наставиле су да врше само дистрибуцију, а Пауер Нови Зеланд је постала Јунајтед нетворкс. Компанија Меркјури енерџи подијелила се на двије компаније:Меркјури енерџи (малопродаја) и Вектор лимитед (снабдијевање). Меркјури енерџи је продат компанији Мајти ривер пауер, која је постала Меркјури енееџи од 2016. године. Вектор је 2002. преузео снабдијевање Вајтемате.
Данас, Вектор посједује већину дистрибутивне мреже у насељеном дијелу Окланда, док Каунти посједује мреже јужно од централне Папакуре. Град се снабдијева од стране националне мреже Новог Зеланда, са 13 испостава широм града. Нема главних станица за производњу електричне енергије, тако да скоро сва електрична енергија у Окланду и Нортланду мора да буде пренесена са електрана на југу, углавном са електране Хантли и хидроелектране на ријеци Вајкато. Град је имао двије природне електране гаса, Отахуху Б и Саутдаун, али обје су угашене 2015. године.
Било је неколико значајних губитака у Окланду. Криза електричне енергије 1998, која је трајала пет недеља, блокирала је већину Бизнис центра, након квара каскаде на четири подземна кабла на трансмисионој мрежи Меркјури енерџија. Замрачење у Окланду 2006, прекинуло је снабдијевање Бизнис центра и многих других четврти, након што су жице у електрани Отахуху прекинуте.
Године 2009, већина сјеверних и западних насеља, као и регион Нортланд, остали су вез струје када је виљушкар случајно дошао у контакт са мрежом 220 kV од Отахухуа до Хендерсона, која је једина велика линија која снабдијева регион. На електричну енергију потрошено је 1,25 милијарди долара почетком 2010-их, повећавајући снабдијевање у и око Окланда, укључујући линију од 400 kV за снабдијевање од ријеке Вајкато до Браунхила, која углавном ради на 220kV, док је 220kV подземног кабла спроведено од Браунхила и Пакуранге и између Пакуранге и Олбанија, преко Бизнис центра. Ово је смањило зависност Окланда од постројења у Отахухуу и зависност сјеверног и западног региона Окланда од линије од Отахухуа до Хендерсона.

### Природни гас
Окланд је био један од оригиналних девет градова у Новом Зеланду који су снабдијевани природним гасом, након отварања поља Капуни 1970. и прављења цјевовода од поља до града, укупне дужине од 340 km. Окланд је повезан са пољем природног гаса Мауи 1982. након завршетка цјевовода високог притиска од цјевовода Мази, близу Хантлија, до града, области Вангареја и Нортланд.
Компанија Први гас, руководи трансмисијом цјевовода високог притиска, снабдијевајући град, док компанија Вектор држи и руководи са цјевоводима са средњим и ниским притиском.

## Туризам
Туризам Окланду доноси велики приход економије Новог Зеланда. атракције и знамјенитости у региону Окланд укључују:
Атракције и грађевине
- Народни театар Окланда – међународно значајно наслеђе, театар је изграђен 1929. Реновиран је 2000, када ми је враћен првобитни изглед.
- Мост Харбоур – са 8 трака, спаја централни дио Окланда и Сјеверну Обалу, као исконски симбол града.
- Градска скупштина Окланда – сматра се да њена концертна сала има једну од најбољих акустика на свијету, изграђена је 1911, а служила је и као скупштина и за извођење забавног програма.
- Меморијални ратни музеј – велики музеј познат по импресивном нео класичном стилу, изграђен 1929.
- Аотеа сквер – центар збивања у Окланду, поред Краљичине улице. Мјесто је гдје се одржавају бројни скупови и умјетнички фестивали.
- Аотеа центар – народни центар Окланда, изграђен 1989.
- Катедрала Светог Патрика – католичка катедрала, изграђена у готском стилу у 19. вијеку. Реновирана је у периоду од 2003 до 2007.
- Транспортни центар Бритоморт – главни јавни саобраћајни центар, у историјској грађевини из Едвардовског периода.
- Еден Парк – главни градски стадион и дом рагби јунион тима — Блекс, и крикет тима Блек капс. На њему је одиграно финале Свјетског првенства у рагбију 2011.[158]
- Улица Караганхап – позната као „Улица K“, је улица у горњем дијелу града, са баровима, клубовима, мањим радњама и „области црвених фењера“, јавних кућа.
- Морски акваријум Кели Тарлтон – је акваријум у источном дијелу Мишен беја, изграђен на бившем комплету канализације и резервоара за складиштење, који приказује пингвине, корњаче, ајкуле, тропске ајкуле, Myliobatoidei и друга морска створења.
- МОТАТ – музеј саобраћаја и технологије у Вестерн Спрингсу.
- Стадион Смарт – стадион који се првенствено користи за утакмице рагби лиге и фудбала, а.на њему се такође одржавају концерти.
- Поморски музеј Новог Зеланда – садржи изложбе и колекције које су повезане са поморском историјом Новог Зеланда, смјештен је у Хобсон Варфу, поред вијадукта Басен.
- Понсонби – градска четврт, позната по умјетности, кафи, култури и историјским вилама.
- Краљичина Улица – главна комерцијална улица Бизнис центра, протеже се од улице Караганхап до луке.
- Тематски парк Крај дуге – забавни парк, са преко 20 вожњи и атракција, базиран у Манукауу.
- Небеска кула – највећа грађевинска структура на Јужној Хемисфери, висока је 328 метара и има пружа добар поглед.
- Спарк арена – арена у доњем дијелу града, изграђена 2007. године. Може прими 12.000 гледалаца, а примарно се користи за кошарку и нетбол, као и за концерте.
- Вијадукт Басен – морска и стамбена јединица у доњем дијелу града и био је домаћин Купа Америке у регати 2000. и 2003.
- Стадион Западно прољеће – природни амфитеатар, који на примарно користи за мото трке, рок и поп концерте.
- Затвор Моунт Еден – Стари затвор у Моунт Едену, који је био у употреби до 2008. У последње вријеме користи се за протесте и снимање филмова.

Природне знамјенитости
- Област Окланда – један од највећих паркова у граду, близу Бизнис центра. Са њега се пружа добар поглед на луку и острво Рангитото.
- Монт Еден – a вулканска купа, са травнатим кратером with a grassy. Највећа природна тачка на земљоузу Окланд, нуди поглед на град од 360 степени и омиљена је туристичка локација.
- Моунт Викторија – вулканска купа на Сјеверној Обалик, одакле се види доњи дио града. Близу трајекта, купа има историјску важност и близу је Норт Хеда.
- Он Три Хил – вулканска купа која доминира небом у јужним и нижим градским областима. више нема дрвеће на врху, након политички мотивисаног напада на дрвеће, али га крунише обелиск
- Острво Рангитото – чува улаз у луку Вајтемата и формира истакнуте карактеристике источног хоризонта
- Острво Вајхеке – друго највеће острво у заливу Хаураки, познато по плажама, шумама, виноградима и маслињацима.

## Сестрински градови
Регионални савјет Окланда одржава братске/сестринске односе са следећим градовима:
| - Бризбејн, Аустралија - Гуангџоу, Кина (од 1989) - Нингбо, Кина - Ђингдао, Кина - Хамбург, Њемачка - Голвеј, Република Ирска - Фукуока, Јапан - Томиока, Јапан | - Шинагава, Јапан - Какогава, Јапан - Уцуномија, Јапан - Бусан, Јужна Кореја - Поханг, Јужна Кореја - Нади, Фиџи - Тајчунг, Тајван - Лос Анђелес, Сједињене Америчке Државе (од 1971) |